# Lacina Traoré
Lacina Emeghara Traoré (sinh ngày 20 tháng 5 năm 1990) là một cựu cầu thủ bóng đá chuyên nghiệp người Bờ Biển Ngà từng chơi ở vị trí Tiền đạo. Anh có biệt danh là "Big tree" vì sở hữu thân hình cao 2,03 m, điều này đưa anh ấy trở thành một trong những cầu thủ bóng đá chuyên nghiệp có chiều cao khủng nhất.

## Sự nghiệp câu lạc bộ

### Bắt đầu sự nghiệp

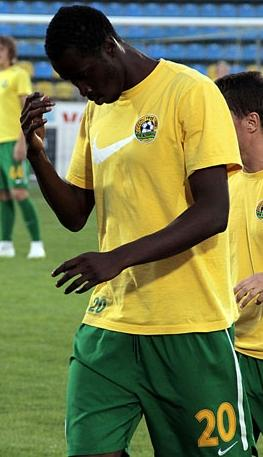
Traoré chơi cho Kuban Krasnodar

Lớn lên ở Abidjan, Bờ Biển Ngà, Traoré bắt đầu sự nghiệp của mình với trường bóng đá Jean-Marc Guillou ASEC Mimosas, trước đây gia nhập Stade d'Abidjan năm 2006. Anh chơi ở Abidjan cho đến tháng 1 năm 2008, khi gia nhập câu lạc bộ Romania CFR Cluj.

### CFR Cluj
Traoré có trận ra mắt châu Âu với CFR, ghi bàn thắng thứ hai trong trận đấu đầu tiên của vòng bảng 2009–10 UEFA Europa League, trước Copenhagen. Sau đó, anh ghi một bàn thắng khác trong trận thua 3–2 trên sân nhà trước Sparta Prague.
Trong 2010-11 UEFA Champions giai đoạn League, Traoré ghi một bàn trong chiến thắng 2-1 trước FC Basel và gỡ hòa trong trận 1-1 với A.S. Roma.
Mùa giải tiếp theo đối với Traoré tiếp tục suôn sẻ với anh tại CFR Cluj, khi anh liên tục có mặt trong đội hình chính với tư cách thường xuyên. Anh ghi bàn thắng đầu tiên trong mùa giải và lập công cho Cristian Bud trong trận đấu với Astra Ploiești vào ngày 13 tháng 8 năm 2010. Traoré nhận thẻ đỏ đầu tiên trong sự nghiệp sau một pha phạm lỗi thô bạo trong hiệp hai khi CFR thua 3–0 trước Sportul Studențesc vào ngày 20 tháng 8 năm 2010. Vào ngày 15 tháng 11 năm 2010, anh ghi cú đúp đầu tiên trong sự nghiệp trong chiến thắng 3–0 trước Gloria Bistrița. Trong vòng bảng UEFA Champions League 2010–11, Traoré ghi một bàn trong chiến thắng 2-1 trước Basel và một bàn trong trận hòa 1-1 trước Roma (sau khi chạm cột dọc hai lần ở Ý trước cùng một đội trong trận đầu tiên), cả hai trận ở vòng bảng và sân nhà.

### Kuban Krasnodar

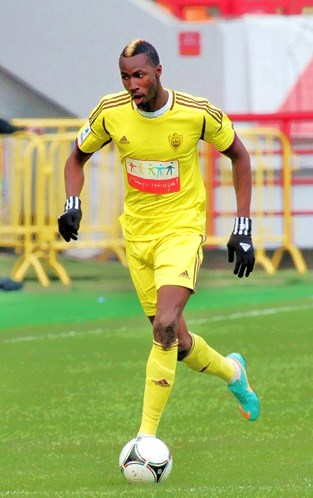
Traoré chơi cho Anzhi năm 2012

Vào tháng 2 năm 2011, Traoré được chuyển đến Kuban Krasnodar ở Giải ngoại hạng Nga với mức phí được báo cáo là 6 triệu euro. Trong trận mở màn mùa giải vào ngày 13 tháng 3 năm 2011, Traoré ra mắt khi vào sân thay người, trong trận thua 0-2 trước Rubin Kazan . Vào ngày 2 tháng 4 năm 2011, Traoré ghi bàn thắng đầu tiên trong mùa giải, tiếp theo là kiến tạo cho Vladislav Kulik trong chiến thắng 3–1 trước Spartak Moscow. Sau trận đấu, Traoré cho biết anh đã dành tặng bàn thắng đầu tiên của mình cho những người ủng hộ câu lạc bộ. Traoré sau đó ghi cú đúp đầu tiên ở Bóng đá Nga và lập công cho Gheorghe Bucur trong chiến thắng 3–2 trước Amkar Perm.
Đến tháng 5, Traoré được câu lạc bộ bầu chọn là cầu thủ của tháng vì màn trình diễn tốt gần đây của anh ấy. Thành tích tốt hơn nữa của anh ấy đã giúp anh ấy trở thành cầu thủ xuất sắc nhất tháng trong tháng 9 và tháng 11. Trong mùa giải đầu tiên tại Kuban Krasnodar, Traoré ra sân 39 lần và ghi 18 bàn trên mọi đấu trường.
Khi bắt đầu sự nghiệp bóng đá ở Nga, Traoré được so sánh với tiền đạo đồng hương Seydou Doumbia.

### Anzhi Makhachkala

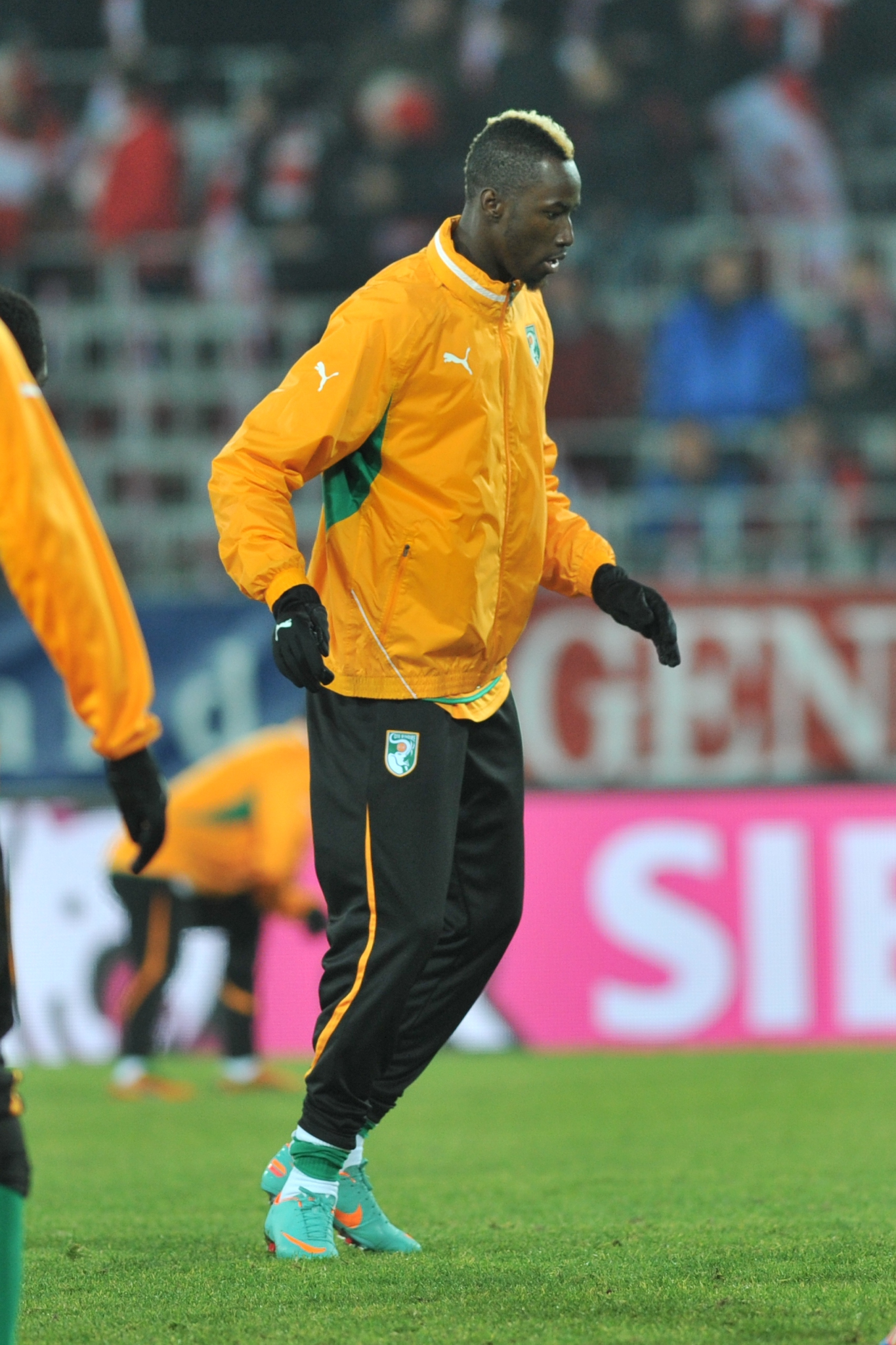
Traoré tập luyện cho đội tuyển quốc gia trước khi ra mắt.

Vào ngày 29 tháng 6 năm 2012, Anzhi báo cáo rằng họ đã ký hợp đồng với Traoré với một khoản phí không được tiết lộ. Các phương tiện truyền thông ước tính phí chuyển nhượng vào khoảng 18 triệu euro. Khi gia nhập câu lạc bộ, Traoré đã được trao chiếc áo số 19 và nhằm mục đích đưa câu lạc bộ thành công rực rỡ trong tương lai gần.
Traoré ghi bàn thắng đầu tiên cho câu lạc bộ vào lưới câu lạc bộ cũ Kuban Krasnodar vào ngày 22 tháng 7, ghi bàn ấn định chiến thắng cho Anzhi ở phút thứ 43. Trong chiến dịch châu Âu đầu tiên của Anzhi sau chín năm, câu lạc bộ đã chơi trận đầu tiên ở vòng loại với AZ và ghi bàn với tỷ số 1–0. Sau đó, anh ấy sẽ ghi một bàn khác trong trận lượt về và câu lạc bộ cuối cùng sẽ tiến vào Vòng bảng sau chiến thắng 5–0. Anh ghi một bàn thắng khác trong trận thắng 1–0 của Anzhi trước Liverpool vào ngày 8 tháng 11 trong trận đấu vòng bảng Europa League. Trong mùa giải đầu tiên ở Anzhi, Traoré đã ghi 17 bàn sau 38 lần ra sân trên mọi đấu trường. Báo Nga Sport Express đã vinh danh Traoré là cầu thủ xuất sắc nhất của Anzhi trong mùa giải đầu tiên.
Trong mùa giải thứ hai tại Anzhi, Traoré đã khởi đầu mùa giải của mình rất tốt khi ghi bàn trong trận hòa 1-1 trước Lokomotiv Moscow. Tuy nhiên, thông báo này đã bị hủy hoại do tái cơ cấu ở cấp độ doanh nghiệp, người dẫn đầu Anzhi đã chọn danh sách chuyển nhượng toàn bộ đội hình của họ, bao gồm cả bản hợp đồng gần đây Traoré. Đến Thêm sự xúc phạm đến chấn thương, Traoré cũng có mối lo riêng khi chấn thương.

### Monaco
Vào ngày 4 tháng 1 năm 2014, Traoré ký hợp đồng 4 năm rưỡi với đội Monaco tại Ligue 1.
Mức phí được cho là vào khoảng 14 triệu USD. Traoré cũng từng có mối quan tâm với câu lạc bộ trong kỳ chuyển nhượng mùa hè vừa qua. Monaco dự định ký hợp đồng với Traoré và sau đó cho Anzhi mượn anh.

#### Cho Everton mượn
Sau khi gia nhập Monaco, West Ham United đã cạnh tranh với các câu lạc bộ khác để ký hợp đồng với Traoré. Thay vào đó, Traoré gia nhập Everton theo dạng cho mượn vào ngày 24 tháng 1 năm 2014 cho đến hết mùa giải 2013–14 Premier League sau khi giấy phép lao động của anh ấy được cấp và được trao áo số 28. Anh ghi bàn thắng đầu tiên cho Everton trong trận ra mắt vào ngày 16 tháng 2, bàn mở tỷ số trong chiến thắng 3–1 tại FA Cup trước Swansea City. Traoré bị chấn thương gân khoeo khi khởi động cho trận đấu với Chelsea vào ngày 22 tháng 2 năm 2014, và đã bị loại trừ cho đến trận đấu cuối cùng của mùa giải khi anh ra sân duy nhất ở giải đấu với tư cách là cầu thủ dự bị ở phút bù giờ trước Hull City.

#### Trở về Monaco
Sau giai đoạn thảm hại ở Everton, Traoré được huấn luyện viên mới Leonardo Jardim trao cơ hội lên đội một sau khi được gọi lại trước mùa giải mới. Tuy nhiên, anh lại nhận thất bại khi dính chấn thương gân khoeo khiến anh phải bỏ lỡ 9 trận đầu tiên vào đầu mùa giải. Huấn luyện viên Jardim đưa ra nhận xét về câu nói của Traoré: "Anh ấy bị thương. Anh ấy sẽ trở lại. Tôi tin tưởng anh ấy." Sau khi bình phục, Traoré có trận ra mắt Monaco, nơi anh vào sân thay cho Anthony Martial ở phút thứ 64, trong hiệp 2 –0 chiến thắng trước Evian vào ngày 17 tháng 10 năm 2014. Traoré ghi bàn đầu tiên cho Monaco bàn thắng vào ngày 9 tháng 11, trong trận hòa 1-1 trước Saint-Étienne.
Vào ngày 3 tháng 1 năm 2016, khi Monaco tiếp đón đội hạng bảy Saint-Jean Beaulieu ở vòng 64 đội Coupe de France, Traoré đã ghi bốn bàn trong chiến thắng chung cuộc 10–2, mặc dù bị đuổi khỏi sân ở trận đấu đó ở hiệp một.

#### Cho CSKA Moscow mượn
Vào ngày 13 tháng 7 năm 2016, anh trở lại Nga, gia nhập câu lạc bộ CSKA Moscow theo dạng cho mượn trong mùa giải 2016–17. Vào ngày 29 tháng 1 năm 2017, sau khi CSKA ký hợp đồng với một tiền đạo khác Aaron Olanare, Traoré đã bị loại khỏi danh sách Giải Ngoại hạng Nga của CSKA, như anh ấy đàm phán một hợp đồng cho mượn khác với Sporting Gijón.

#### Cho Sporting Gijón mượn
Vào ngày 31 tháng 1 năm 2017, anh ký hợp đồng cho mượn với Sporting Gijón kéo dài đến cuối mùa giải 2016–17. Anh có trận ra mắt ở La Liga vào ngày 5 tháng 2 năm 2017 trước Alavés khi vào sân thay người ở phút 70 và ghi bàn trong trận ra mắt, khi đội của anh thua với tỷ số 1-1. 2–4. Anh đá chính trong trận tiếp theo cho Gijón vào ngày 12 tháng 2 năm 2017 trước CD Leganés.

#### Cho Amiens mượn
Vào ngày 31 tháng 8 năm 2017, Traoré gia nhập đội bóng Ligue 1 amiens SC theo hợp đồng cho mượn kéo dài một mùa giải.

### Újpest
Vào tháng 2 năm 2019, anh chuyển đến câu lạc bộ Hungary Újpest FC.

### Trở lại CFR Cluj
Vào ngày 15 tháng 8 năm 2019, sau 8 năm, anh trở lại với chức vô địch Romanian First League nhà vô địch CFR Cluj.

## Sự nghiệp Quốc tế

### Giải vô địch U-23 CAF 2011
Traoré đã tham gia vào chiến dịch Vòng loại giải vô địch U-23 CAF 2011 thành công của Bờ Biển Ngà. Traoré ghi bàn vào lưới U23 Liberia trong chiến thắng 4–0. Anh cũng có tên trong đội tuyển Bờ Biển Ngà tham dự giai đoạn cuối của giải đấu, giúp CAF giành quyền tham dự Giải bóng đá Thế vận hội Mùa hè. Bờ Biển Ngà thi đấu không quá xuất sắc trong cuộc thi, đứng thứ ba ở vòng bảng sau Ai Cập và Gabon. Traoré đã ghi một bàn thắng an ủi vào lưới Gabon trong trận thua 3–1.

### Cúp các quốc gia châu Phi CAF 2013
Traoré được chọn vào đội hình cuối cùng của đội tuyển Bờ Biển Ngà, thi đấu hai trận. Anh ấy đã chơi 68 phút trong trận gặp Tunisia, trước khi bị thay thế bởi Didier Drogba. Sau đó, anh có màn xuất hiện kéo dài 7 phút trước Nigeria ở vòng tứ kết, kết thúc chiến dịch của người Bờ Biển Ngà sau trận thua 2-1.
Vào cuối mùa giải 2013–14, Traoré ban đầu được góp mặt trong đội tuyển quốc gia dự World Cup, nhưng sau đó bị loại sau khi huấn luyện viên đội tuyển quốc gia chọn đội hình cuối cùng.

## Thống kê sự nghiệp

### Câu lạc bộ
Tính đến trận đấu diễn ra ngày 25 tháng 10 năm 2020
| Câu lạc bộ            | Mùa giải            | Giải đấu               | Giải đấu | Giải đấu | Cúp Quốc gia | Cúp Quốc gia | Cúp Liên đoàn | Cúp Liên đoàn | Châu lục | Châu lục | Khác | Khác | Tổng cộng | Tổng cộng |
| Câu lạc bộ            | Mùa giải            | Giải đấu               | Trận     | Bàn      | Trận         | Bàn          | Trận          | Bàn           | Trận     | Bàn      | Trận | Bàn  | Trận      | Bàn       |
| --------------------- | ------------------- | ---------------------- | -------- | -------- | ------------ | ------------ | ------------- | ------------- | -------- | -------- | ---- | ---- | --------- | --------- |
| CFR Cluj              | 2008–09             | Liga I                 | 6        | 1        | 0            | 0            | –             | –             | –        | –        | –    | –    | 6         | 1         |
| CFR Cluj              | 2009–10             | Liga I                 | 25       | 6        | 4            | 2            | –             | –             | 8        | 2        | –    | –    | 37        | 10        |
| CFR Cluj              | 2010–11             | Liga I                 | 13       | 7        | 1            | 0            | –             | –             | 6        | 2        | 0    | 0    | 20        | 9         |
| CFR Cluj              | Tổng cộng           | Tổng cộng              | 44       | 14       | 5            | 2            | –             | –             | 14       | 4        | 0    | 0    | 63        | 20        |
| Kuban Krasnodar       | 2011–12             | Russian Premier League | 39       | 18       | 1            | 0            | –             | –             | –        | –        | –    | –    | 40        | 18        |
| Anzhi Makhachkala     | 2012–13             | Russian Premier League | 24       | 12       | 3            | 0            | –             | –             | 8        | 6        | –    | –    | 35        | 18        |
| Anzhi Makhachkala     | 2013–14             | Russian Premier League | 5        | 1        | 0            | 0            | –             | –             | 2        | 0        | –    | –    | 7         | 1         |
| Anzhi Makhachkala     | Tổng cộng           | Tổng cộng              | 68       | 31       | 4            | 0            | –             | –             | 10       | 6        | –    | –    | 82        | 37        |
| Everton (mượn)        | 2013–14             | Premier League         | 1        | 0        | 1            | 1            | 0             | 0             | –        | –        | –    | –    | 2         | 1         |
| AS Monaco             | 2014–15             | Ligue 1                | 6        | 1        | 0            | 0            | 0             | 0             | 2        | 0        | –    | –    | 8         | 1         |
| AS Monaco             | 2015–16             | Ligue 1                | 19       | 3        | 2            | 5            | 0             | 0             | 6        | 2        | –    | –    | 27        | 10        |
| AS Monaco             | Tổng cộng           | Tổng cộng              | 25       | 4        | 2            | 5            | 0             | 0             | 8        | 2        | –    | –    | 35        | 11        |
| CSKA Moscow (mượn)    | 2016–17             | Russian Premier League | 14       | 5        | 1            | 0            | –             | –             | 6        | 1        | 0    | 0    | 21        | 6         |
| Sporting Gijón (mượn) | 2016–17             | La Liga                | 8        | 2        | 0            | 0            | –             | –             | –        | –        | –    | –    | 8         | 2         |
| Amiens (mượn)         | 2017–18             | Ligue 1                | 18       | 0        | 0            | 0            | 0             | 0             | –        | –        | –    | –    | 18        | 0         |
| Újpest                | 2018–19             | Nemzeti Bajnokság I    | 9        | 3        | 0            | 0            | 0             | 0             | –        | –        | –    | –    | 9         | 3         |
| CFR Cluj              | 2019–20             | Liga I                 | 11       | 2        | 1            | 0            | –             | –             | 7        | 0        | 0    | 0    | 19        | 2         |
| Bandırmaspor          | 2020–21             | TFF First League       | 14       | 0        | 0            | 0            | –             | –             | –        | –        | –    | –    | 14        | 0         |
| Varzim                | 2021–22             | Liga Portugal 2        | 0        | 0        | 0            | 0            | –             | –             | –        | –        | –    | –    | 0         | 0         |
| Tổng cộng sự nghiệp   | Tổng cộng sự nghiệp | Tổng cộng sự nghiệp    | 212      | 61       | 14           | 8            | 0             | 0             | 45       | 13       | 0    | 0    | 271       | 82        |

### Bàn thắng quốc tế
| #  | Ngày                 | Địa điểm                                       | Đối thủ  | Bàn thắng | Kết quả | Giải đấu                 |
| -- | -------------------- | ---------------------------------------------- | -------- | --------- | ------- | ------------------------ |
| 1. | 14 tháng 11 năm 2012 | Sân vận động Stadt Linz, Linz, Áo              | Áo       | 3–0       | 3–0     | Giao hữu                 |
| 2. | 14 tháng 1 năm 2013  | Sân vận động Al-Nahyan, Abu Dhabi, UAE         | Ai Cập   | 2–1       | 4–2     | Giao hữu                 |
| 3. | 8 tháng 6 năm 2013   | Sân vận động Bakau, Bakau, Gambia              | Gambia   | 1–0       | 3–0     | Vòng loại World Cup 2014 |
| 4. | 16 tháng 6 năm 2013  | Sân vận động Quốc gia, Dar es Salaam, Tanzania | Tanzania | 1–1       | 4–2     | Vòng loại World Cup 2014 |

## Danh hiệu
CFR Cluj
- Liga I: 2009–10,[46] 2019–20[45]
- Cupa României: 2008–09,[47] 2009–10[45]
- Supercupa României: 2009, 2010[48]

Bờ Biển Ngà
- Africa Cup of Nations: 2015[49]

## Liên kết
- Lacina Traoré tại National-Football-Teams.com
- Profile at soccerway.com
- Profile at transfermakt.co.uk
- Profile at soccernet.com Lưu trữ ngày 8 tháng 3 năm 2012 tại Wayback Machine
- Profile at romaniansoccer.ro